# Johann Faber (Syndicus)
Johann Faber (* 27. Dezember 1581 in Stettin; † 2. August 1622 in Lübeck) war ein deutscher Jurist und Syndicus der Hansestadt Lübeck.

## Leben
Über Johann Fabers akademischen Werdegang war lange wenig bekannt, außer dass er promovierter Jurist war. Sein Geburtsdatum und den Geburtsort entnahm Friedrich Bruns den von dem Konrektor des Katharineums Joachim Dreier († 1630) verfassten Trauergedichten auf Fabers Ableben, die sich im Bestand der Stadtbibliothek befanden.
Er war ein Sohn des Pommerischen Generalsuperintendenten Jakob Faber und seiner Ehefrau Gertrud Runge (* 17. August 1553 in Greifswald; † 25. Juli 1600 in Stettin). Wie seine Brüder dürfte er das Pädagogium Stettin besucht haben. Bereits als Minderjähriger wurde er 1594 an der Universität Greifswald deponiert. Hier dürfte er seine ersten Studien absolviert haben. 1608 bezog er die Universität Tübingen, wo er im selben Jahr zum Doktor der Rechtswissenschaften promovierte. Anschließend arbeitete er als Advokat am Hofgericht in Speyer. Vor seiner Bestellung in Lübeck war Johann Faber Syndikus der Reichsstadt Speyer, dem damaligen Sitz des Reichskammergerichts, des höchsten Gerichts im Heiligen Römischen Reich. Er wurde auf Vorschlag des Lübecker Bürgermeisters Heinrich Brokes im September 1617 zum weiteren Syndicus der Stadt Lübeck neben Martinus Nordanus bestellt, nachdem Johan Brambach im Vorjahr verstorben war und Lambert Steinwich dem Ruf nach Lübeck vertragswidrig nicht gefolgt war. 1618 suchte Lübeck sich noch weiter zu verstärken und berief zusätzlich den Syndicus der Hanse Johann Domann neben seinem Amt als Hansesyndicus zum Syndicus der Stadt Lübeck, dieser verstarb jedoch im gleichen Jahr auf einer Reise in Den Haag. Johann Faber musste daher auch noch dessen Arbeitslast aus dem Bereich der Hanse „mehrenteils“ mit übernehmen. So wurde er, wie Bruns aus dem Hanserezess vom 12. Oktober 1621 weiter referiert, mit der „vorläufig von ihm verrichteten Wahrnehmung aller hansischen Geschäfte einstweilen auf drei weitere Jahre betraut.“
Er verstarb bereits 1622.